# Oxyscelio
Oxyscelio är ett släkte av steklar. Oxyscelio ingår i familjen Scelionidae.

## Dottertaxa tillOxyscelio, i alfabetisk ordning[1]
- Oxyscelio acutiventris
- Oxyscelio atricoxa
- Oxyscelio bifurcatus
- Oxyscelio brevinervis
- Oxyscelio carinatus
- Oxyscelio ceylonensis
- Oxyscelio concoloripes
- Oxyscelio consobrinus
- Oxyscelio crassicornis
- Oxyscelio cupularis
- Oxyscelio dorsalis
- Oxyscelio excavatus
- Oxyscelio flavipennis
- Oxyscelio flavipes
- Oxyscelio foveatus
- Oxyscelio frontalis
- Oxyscelio glabriscutellum
- Oxyscelio grandis
- Oxyscelio hyalinipennis
- Oxyscelio kiefferi
- Oxyscelio magniclavus
- Oxyscelio magnus
- Oxyscelio marginalis
- Oxyscelio mirellus
- Oxyscelio montanus
- Oxyscelio naraws
- Oxyscelio nigriclavus
- Oxyscelio nigricoxa
- Oxyscelio rugosus
- Oxyscelio rugulosus
- Oxyscelio shakespearei
- Oxyscelio solitarius
- Oxyscelio spinosiceps
- Oxyscelio trisulcatus